# 鳥居本宿

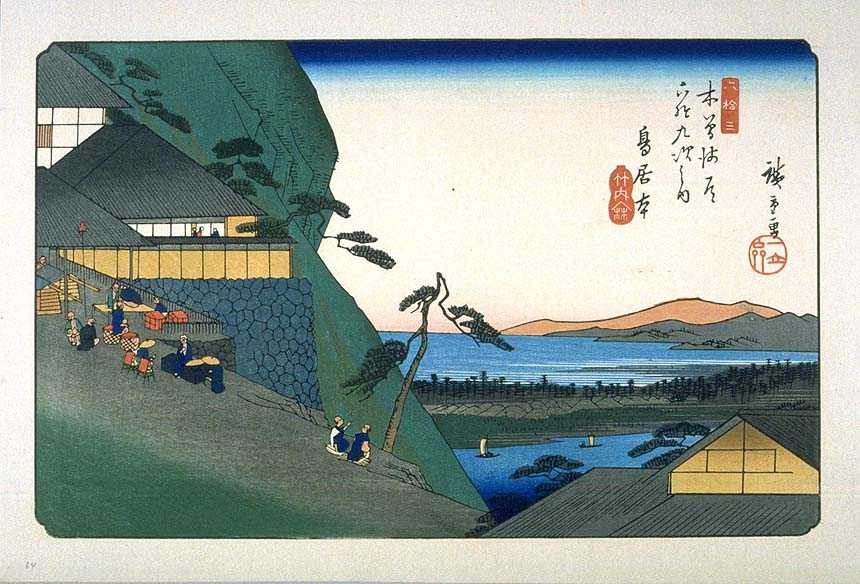
木曽海道六十九次 鳥居本（歌川広重）画

鳥居本宿（とりいもとじゅく）は、近江国坂田郡にあった中山道の63番目の宿場で、現在は滋賀県彦根市鳥居本町。
本陣は寺村家が務め、脇本陣と問屋は高橋家が務めた。本陣や脇本陣の建物こそ現存しないが、随所に重厚な家屋が残り、宿場の雰囲気が残されている。
鳥居本宿から朝鮮人街道が分岐した。

## 特徴
本陣寺村家は合計201帖もある広い屋敷であった。
文政12年（1829年）から天保12年（1841年）までの『寺村家大福帳』によると、本陣宿泊客の状況は、13年間に161回3,594名が宿泊している。1年間の利用回数にばらつきがあるが、平均で年間利用回数12.4回、1回の平均利用者数22.3名であった。また1回の利用者数の最多は80名、最小は2名で、実際は50 - 60名がその収容限度であった。参勤交代の大名の供揃のように200 - 300名に達すると、全員を本陣に収容することはできず、多い時には156軒の下宿が必要になった。
また、天保14年（1843年）の『中山道宿村大概帳』によれば、鳥居本宿の長さは小野村境から下矢倉村まで13町（約1.4 km）、宿高115石、鳥居本宿の宿内家数は293軒、うち本陣1軒、脇本陣2軒、問屋場1軒、旅籠35軒で宿内人口は1,448人であった。
鳥居本宿は、安芸広島藩・筑前久留米藩・紀伊和歌山藩・阿波徳島藩・出雲松江藩・長門萩藩・美作津山藩・伊予松山藩などが利用しており、下宿を利用する大通行が年間数回ずつあった。

## 最寄り駅
- 近江鉄道本線 鳥居本駅

## 史跡・みどころ
- 赤玉神教丸本舗（有川製薬）
- 本陣寺村家跡
- 「本家合羽所」看板

高宮宿までの史跡・みどころ
- ひるね塚
- 床の山
- 扇塚

## 隣の宿
中山道
番場宿 - 鳥居本宿 - 高宮宿